# Sandra Lemos
Sandra Milena Lemos Rivas (* 1. Januar 1989 in Pradera) ist eine kolumbianische Leichtathletin, die sich auf das Kugelstoßen spezialisiert hat und in dieser Disziplin aktuell Inhaberin des Landesrekordes ist.

## Sportliche Laufbahn
Erste internationale Erfahrungen sammelte Sandra Lemos im Jahr 2008, als sie bei den Juniorenweltmeisterschaften in Bydgoszcz mit einer Weite von 15,92 m den sechsten Platz im Kugelstoßen belegte. 2011 erreichte sie bei den Südamerikameisterschaften in Buenos Aires mit 15,38 m Rang sechs und anschließend wurde sie bei den Zentralamerika- und Karibikmeisterschaften (CAC) in Mayagüez mit 15,59 m Vierte. Im Jahr darauf klassierte sie sich mit 17,47 m auf dem vierten Platz bei den Ibero-Amerikanischen Meisterschaften in Barquisimeto und nahm anschließend an den Olympischen Spielen in London teil, bei denen sie aber mit 16,50 m den Finaleinzug verpasste. 2013 gewann sie mit einem Stoß auf 17,72 m die Silbermedaille bei den Südamerikameisterschaften im heimischen Cartagena hinter der Brasilianerin Geisa Arcanjo. Anschließend schied sie bei den Weltmeisterschaften in Moskau mit 17,55 m in der Qualifikation aus und gewann dann bei den Juegos Bolivarianos in Trujillo mit 17,45 m die Silbermedaille hinter der Venezolanerin Ahymará Espinoza. 2014 nahm sie an den Südamerikaspielen in Santiago de Chile teil und gewann dort mit einer Weite von 17,20 m die Bronzemedaille hinter der Chilenin Natalia Duco und Ahymará Espinoza aus Venezuela. Anfang August gewann sie dann mit 17,10 m die Silbermedaille bei den Ibero-Amerikanischen Meisterschaften in São Paulo hinter Natalia Duco aus Chile und bei den Zentralamerika- und Karibikspielen in Xalapa gewann sie mit 17,50 m die Bronzemedaille hinter Cleopatra Borel aus Trinidad und Tobago und der Kubanerin Yaniuvis López.
2015 belegte sie bei den Südamerikameisterschaften in Lima mit 17,01 m den vierten Platz und im Jahr darauf wurde sie auch bei den Ibero-Amerikanischen Meisterschaften in Rio de Janeiro mit 17,29 m Vierte, ehe sie bei den Olympischen Spielen ebendort mit 16,46 m in der Qualifikation ausschied. 2017 gewann sie mit einem Stoß auf 17,30 m die Silbermedaille bei den Südamerikameisterschaften in Luque hinter der Brasilianerin Geisa Arcanjo und anschließend verpasste sie bei den Weltmeisterschaften in London mit 16,36 m den Finaleinzug. Zum Saisonabschluss gewann sie bei den Juegos Bolivarianos in Santa Marta mit 17,87 m die Silbermedaille hinter Natalia Duco. Nach drei Jahren Wettkampfpause kehrte sie 2021 zum Kugelstoßen zurück und belegte bei den Südamerikameisterschaften in Guayaquil mit 16,01 m den fünften Platz. Im Jahr darauf belegte sie bei den Juegos Bolivarianos in Valledupar mit 15,16 m den fünften Platz und 2023 wurde sie auch bei den Südamerikameisterschaften in São Paulo mit 16,54 m Fünfte.
In den Jahren 2010, 2013 und 2014 sowie 2016, 2017 und 2022 wurde Lemos kolumbianische Meisterin im Kugelstoßen.

## Persönliche Bestleistungen
- Kugelstoßen: 18,03 m, 16. Mai 2013 in Uberlândia (kolumbianischer Rekord)
- Diskuswurf: 52,90 m, 18. Februar 2012 in Mayagüez